# Turkmenistan
Turkmenistan (uitspr.: [tʏrkˈmeniˌstɑn]), ook als Toerkmenistan gespeld, officieel Republiek Turkmenistan (Turkmeens: Türkmenistan Respublikasy), is een land in Centraal-Azië dat grenst aan Kazachstan, Oezbekistan, Afghanistan, Iran en de Kaspische Zee. Het land heeft een oppervlakte van 488.100 km² en telde in 2020 ruim 5,5 miljoen inwoners. De hoofdstad is Asjchabad.
Van 1924 tot 1991 was Turkmenistan een onderdeel van de Sovjet-Unie als een van de socialistische sovjetrepublieken (Toerkmenskaja Sovjetskaja Sotsiallistitsjeskaja Respoeblika).

## Geschiedenis
Tijdens de bronstijd ontwikkelde zich in Turkmenistan de Oxuscultuur rond de rivier Amu Darja.
Onder de naam Margiana werd het gebied deel van het Perzische Rijk: eerst onder de dynastie der Achaemeniden, later onder de Sassaniden. 
De Oğuzen, een Turkse stam, migreerden in de 8e eeuw vanuit Mongolië naar Centraal-Azië en namen daar de naam Türkmen aan.
Het gebied viel in 1881 na de val van de Turkmeense vesting Geok-Tepe aan het Russische Rijk. Het werd als Oblast Transkaspië deel van het Generaal-gouvernement Turkestan.
In 1924 richtten de communisten de Turkmeense Communistische Partij (SSR) en de Turkmeense Socialistische Sovjetrepubliek op, bestaande uit delen van Turkestan en van de kanaten Bochara en Chiva. Op 13 mei 1925 werd de Turkmeense Socialistische Sovjetrepubliek toegelaten tot de Unie van Socialistische Sovjetrepublieken (Sovjet-Unie). 
Na het Uiteenvallen van de Sovjet-Unie werd Saparmurat Niazov op 27 oktober 1990 tot president van Turkmenistan gekozen. Op 27 oktober 1991 verklaarde Turkmenistan zich onafhankelijk, wat op 8 december 1991 door Moskou werd erkend.

## Mensenrechten en godsdienstvrijheid
De islam en de Russische orthodoxie zijn de enige toegestane godsdiensten in Turkmenistan. In 1999 werden een kerk van de zevendedagsadventisten en een tempel van de Hare Krishna-beweging van overheidswege gesloten.
Volgens verscheidene groeperingen, waaronder Amnesty International en Human Rights Watch, worden de mensenrechten zoals de godsdienstvrijheid in Turkmenistan ernstig geschonden.

## Geografie
Turkmenistan grenst in het noordwesten aan Kazachstan (grens: 373 km) in het noorden aan Oezbekistan (1506 km), in het zuidoosten aan Afghanistan (697 km), in het zuiden aan Iran (888 km) en in het westen aan de Kaspische Zee (kustlijn: 669 km). Het land omvat ook nog een aantal eilanden in de Kaspische Zee.
Turkmenistan behoort grotendeels tot de Toeranlaagvlakte. 90% van de oppervlakte bestaat uit zandwoestijnen. De Karakoem is de grootste woestijn. Het land vertoont vrij weinig reliëf, afgezien van de gebergten aan de zuid- en oostgrens en in het noordwesten. Het hoogste punt van Turkmenistan is de Aýrybaba in het uiterste oosten (3138 meter), die deel uitmaakt van de Pamir.
In de woestijngebieden wisselen barchanen en lengteduinen af met zoutbodems (solontsjaks en takyrs). Op de hellingen van de gebergten hebben zich op löss de serozemi (grijze bodems) ontwikkeld (tot 1800 m), die bij irrigatie zeer vruchtbaar zijn. Boven de 1800 m bevinden zich donkere steppe- en weidebodems. De enige afwisseling in het landschap van woestijnen en bergsteppen vormen de oasen en rivierdalen: Tasjaoez, Tsjardzjooe, Mary, Asjchabad en enkele kleinere oasen tussen de Transkaspische spoorweg en de zuidgrens.
In het oosten van het land stroomt de Amoe Darja. De grote lagune in het noordwesten is Garabogazköl, een depressie die in de zomer droog komt te liggen.

## Bevolking
- Inwoners: 5.528.627 (2020) (11,3/km² (2020))
- Bevolkingsgroei: 1,56%.
- Kindersterfte: 73 sterfgevallen per 1000 levendgeborenen
- Verdeling: steden 45%, platteland 55%
- Levensverwachting: Vrouwen 64,7 jaar. Mannen 57,3 jaar. Totaal 60,9 jaar.
- Bevolkingsgroepen:
  - 1970: Turkmenen 65.6%, Russen 14.5%, Oezbeken 8.3%, Kazachen 3.2%, Tataren 1.7%, Oekraïners 1.8%, Armenen 1.1%
  - heden: Turkmenen 73%, Russen 10%, Oezbeken 9%, Kazachen 2%. Er zijn ook Wolga-Tataren, Oekraïners en Armeniërs.
- Alfabetisme: vrouwen 99,6%, mannen 99,8%, totaal 99,7%.

### Taal
Driekwart van de bevolking spreekt Turkmeens dat behoort tot de Turkse taalfamilie en de officiële taal van Turkmenistan is.

### Religie
De meerderheid van de bevolking (89%) hangt de soennitische richting van de islam aan. 9% van de bevolking is Russisch-orthodox. De Rooms-katholieke Kerk heeft een missio sui iuris in Turkmenistan met zetel in Asjchabad.

## Bestuur
Turkmenistan is een republiek. Het land werd op 27 oktober 1991 onafhankelijk van de Sovjet-Unie. Sinds  2022 is Serdar Berdimuhamedow de president. Turkmenistan is lid van de VN, het GOS, de OVSE, het IMF en de Wereldbank en is aangesloten bij het Partnerschap voor de Vrede van de NAVO.

### Bestuurlijke indeling

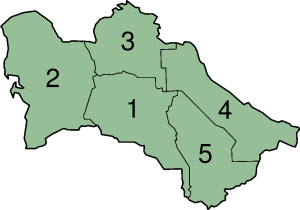
Provincies van Turkmenistan

Turkmenistan is onderverdeeld in vijf provincies (velayat):
1. Ahal
2. Balkan
3. Daşoguz
4. Lebap
5. Mary

De provincies zijn zelf verdeeld in districten (etrap) en steden (şäher). De districten zijn onderverdeeld in stadsdistricten, dorpen en plattelandsraden.

## Economie
- munteenheid: nieuwe Turkmeense manat (TMT)
- industrie: aardgas, voedselverwerking, textiel, aardolieproducten en olie.
- BBP per inwoner: US$ 6.479.[5]
- verdeling over sectoren: landbouw 24,6%, industrie 41,8%, diensten 33,6%
- landbouw: geiten, katoen, schapen, tarwe, rundvee, rijst, vruchten, gerst, groenten, maïs, paarden
- natuurlijke hulpbronnen: zout, aardolie, zwavel, aardgas, steenkool
- exportproducten: tapijten, aardgas, elektriciteit, katoen, aardolieproducten.
- exportpartners: Verenigd Koninkrijk, Rusland, Verenigde Staten, Zwitserland, Kazachstan, Hongkong, Turkije, China
- importproducten: Textiel, machines, duurzame consumptiegoederen, machineonderdelen, rubber, graansoorten, plastic, voedsel
- importpartners: Azerbeidzjan, Verenigde Staten, Iran, Oekraïne, Duitsland, Turkije, Cyprus, Rusland
- Hoofdstad: Asjchabad (520.000 inwoners)
- Andere belangrijke steden: Daşoguz 166.000, Türkmenbaşy 51.000, Serdar 45.500

Tot de Eerste Wereldoorlog waren de Turkmenen voornamelijk nomaden die van de veeteelt leefden. Thans zijn geïrrigeerde landbouw (katoen) en veehouderij (wol, Astrachan-wol) de belangrijkste bestaansbronnen. Het land is rijk aan bodemschatten, waaronder ozokeriet, aardolie (o.m. bij Nebit-Dag en Tsjeleken), aardgas, steenkool, zwavel en zout. In de Karakoem-woestijn zijn voorraden magnesium, mineralen en steenkool ontdekt, alsook ca. vijftig nieuwe zoutmijnen. De autosnelweg Asjchabad - Turkmenabad is in aanleg.